# Спэрроу, Фредерик Кробер
Фре́дерик Кро́бер Спэ́рроу-младший (англ. Frederick Kroeber Sparrow, jr., 1903—1977) — американский миколог, специалист по водным фикомицетам.

## Биография
Родился 11 мая 1903 года в Вашингтоне в семье Фредерика Кробера Спэрроу-старшего и его супруги Минни Томпсон. Учился в школе в Вашингтоне, затем поступил в Мичиганский университет в Энн-Арборе. В 1925 году окончил его со степенью бакалавра.
2 сентября 1925 года Фредерик женился на Энне Гэблер.
С 1925 года Спэрроу продолжал обучение в Гарвардском университете, занимаясь изучением рода аскомицетов Pythium. В 1926 году он получил степень магистра под руководством Уильяма Генри Уэстона-младшего, в 1929 году — доктора философии. В 1927 году он преподавал в звании ассистента ботаники в Рэдклиффском колледже.
В 1929 году Спэрроу стал инструктором в Дартмутском колледже, затем стал доцентом биологии. В 1932 году занимался научной работой с Х. Х. Уэтзелом в Корнеллском университете. В 1932—1933 годах вёл научную деятельность в Кембриджском и Копенгагенском университетах. В Копенгагене Спэрроу работал с Хеннингом Эйлером Петерсеном, впоследствии назвал в его честь род Petersenia.
С 1936 года был доцентом Мичиганского университета, в 1949 году стал профессором ботаники. С 1968 года Спэрроу работал в должности директора биостанции Мичиганского университета.
Спэрроу провёл ревизию описанных видов рода Physoderma, показал, что многие виды этого рода не специфичны по растению-хозяину. Ряд работ по этому роду Спэрроу опубликовал в соавторстве со своим учеником Робертом Марвином Джонсом (1928—1963).
Впоследствии Спэрроу занялся изучением водных хитридиомицетов, в 1961 году вместе со своим учеником Терри Джонсоном опубликовал работу Fungi in Oceans and Estuaries.
В 1963 году преподавал в Гавайском университете, в 1966 году — в Калифорнийском университете в Беркли.
2 октября 1977 года Фредерик Кробер Спэрроу скончался.
В 1949 году Спэрроу избирался президентом Микологического общества Америки. В 1968 году ему была присуждена Награда за заслуги перед Ботаническим обществом Америки.

## Некоторые научные работы
- Sparrow, F. K. Aquatic Phycomycetes. — Ann Arbor, 1960. — 1187 p.

## Роды, названные в честь Ф. Спэрроу
- Sparrowia Willoughby, 1963